# Julio Cobos

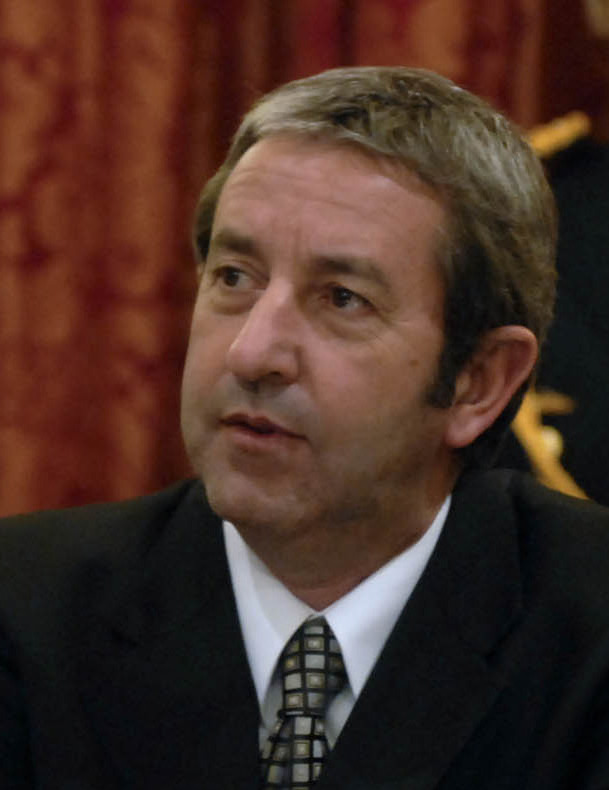
Julio Cobos (2008)

Julio César Cleto Cobos (* 30. April 1955 in Godoy Cruz, Provinz Mendoza) ist ein argentinischer Politiker (UCR, später Frente para la Victoria (FPV)). Er war zwischen 2007 und 2011 der Vizepräsident der Regierung Cristina Fernández de Kirchner.

## Leben
Cobos studierte Ingenieurwissenschaften an der Universidad Tecnológica Nacional (UTN) und arbeitete nach seinem Examen 1979 als Dozent in der UTN, der Universidad Nacional de Cuyo (UNCu) und der Universidad de Mendoza. 1997 wurde er in der regionalen Fakultät Mendoza der UTN zum Dekan gewählt.
1991 trat Cobos in die Unión Cívica Radical (UCR) ein. 1994 begann er als Funktionär im Sekretariat für Stadtplanung des Bürgermeisteramtes in Mendoza. 1999 wurde er Minister für Umwelt und öffentliche Bautätigkeit in der Provinzregierung unter Roberto Iglesias. 2003 wurde er zum Gouverneur der Provinz gewählt.
Cobos hatte ein gutes, auf gegenseitigem Dialog basierendes Verhältnis mit der Kirchner-Regierung, so dass er 2007 zum Vizepräsidentschaftskandidaten in der Formel von Cristina Fernández de Kirchner aufgestellt wurde, um auch UCR-Wähler für das Frente para la Victoria zu gewinnen. Daraufhin wurde er aus der UCR ausgeschlossen. Fernández und Cobos gewannen die Wahl deutlich mit 45,29 % der gültigen Stimmen, so dass er das Amt am 10. Dezember 2007 antrat.
Am 18. Juli 2008 erregte Cobos Aufsehen, als er inmitten einer Regierungskrise wegen eines Konflikts zwischen Fernández und den Agrarverbänden in seiner Funktion als Senatspräsident gegen eine von der Regierung initiierte Erhöhung der Exportsteuern für einige landwirtschaftliche Produkte (v. a. Sojabohnen) stimmte und damit das Vorhaben zu Fall brachte, was den Konflikt deutlich entschärfte, aber das Verhältnis mit Fernández verschlechterte. Nach dieser Aktion gehörte er in der zweiten Hälfte 2008 zu den beliebtesten Politikern Argentiniens.
Im September 2008 initiierte Cobos Verhandlungen mit Politikern verschiedener Parteien, um für die Wahlen 2009 eine Wahlplattform namens „Consenso Federal“ aufzubauen.